# Gouna lineolata
Gouna lineolata är en skalbaggsart som beskrevs av Hermann Burmeister 1844. Gouna lineolata ingår i släktet Gouna och familjen Melolonthidae. Inga underarter finns listade i Catalogue of Life.